# Вольный Посад (Кировоградская область)
Вольный Посад (укр. Вільний Посад) — село в Приютовской поселковой общине Александрийского района Кировоградской области Украины.
Население по переписи 2001 года составляло 54 человека. Почтовый индекс — 28033. Телефонный код — 5235. Код КОАТУУ — 3520385202.